# Áreas metropolitanas da Turquia
As áreas metropolitanas da Turquia (em turco:  büyükşehir, "grande cidade") são entidades administrativas locais intermédias entre a províncias (ill) e os distritos (ilçe).
A Turquia está dividida administrativamente em 81 províncias. Na maior parte das províncias, a hierarquia entre divisões é da forma província-distrito, o que não acontece nas áreas metropolitanas, nas quais existe uma entidade administrativa intermédia, a área metropolitana, que engloba vários distritos urbanos e tem um governo local próprio (o büyükşehir belediyesi). Os distritos que fazem parte duma área metropolitana têm uma administração municipal em tudo semelhante aos restantes, com um governo local eleito (belediyesi) e um governador (kaymakan), com a diferença principal que muitas competências usuais das administrações distritais são da administração da área metropolitana.
Duas áreas metropolitanas, Istambul e Kocaeli, abrangem toda a província onde se inserem. As restantes abrangem apenas uma parte da área da província, embora incluam a maioria da população provincial.

## Áreas metropolitanas da Turquia
(Azul escuro: províncias antes de 2012, azul claro as posteriores a 2012)
| Municípios metropolitanos | Data de estabelecimento | Área (km2) | PIB (mil milhões US$) | População (2021) | Número de distritos |
| ------------------------- | ----------------------- | ---------- | --------------------- | ---------------- | ------------------- |
| Adana                     | 05.06.1986              | 13,844     | 15.775                | 2,263,373        | 15                  |
| Ancara                    | 23.03.1984              | 25,632     | 74.285                | 5,747,325        | 25                  |
| Antália                   | 09.09.1993              | 20,177     | 23.213                | 2,619,832        | 19                  |
| Aidim                     | 06.12.2012              | 8,116      | 7.260                 | 1,134,031        | 17                  |
| Balequessir               | 06.12.2012              | 14,583     | 10.027                | 1,250,610        | 20                  |
| Bursa                     | 18.06.1986              | 10,813     | 33.641                | 3,147,818        | 17                  |
| Denizli                   | 06.12.2012              | 12,134     | 9.062                 | 1,051,056        | 19                  |
| Diarbaquir                | 09.09.1993              | 15,101     | 6.959                 | 1,791,373        | 17                  |
| Erzurum                   | 09.09.1993              | 25,006     | 3.918                 | 756,893          | 20                  |
| Esquixequir               | 09.09.1993              | 13,960     | 9.078                 | 898,369          | 14                  |
| Gaziantepe                | 20.06.1986              | 6,830      | 16.545                | 2,130,432        | 9                   |
| Hatai                     | 06.12.2012              | 5,524      | 11.298                | 1,670,712        | 15                  |
| Mersim                    | 09.09.1993              | 15,010     | 15.562                | 1,891,145        | 13                  |
| Istambul                  | 23.03.1984              | 5,343      | 245.207               | 15,840,000       | 39                  |
| Esmirna                   | 23.03.1984              | 11,891     | 51.460                | 4,425,789        | 30                  |
| Caiseri                   | 07.12.1988              | 16,970     | 11.956                | 1,434,357        | 16                  |
| Cojaéli                   | 09.09.1993              | 3,397      | 34.442                | 2,033,441        | 12                  |
| Cônia                     | 20.06.1986              | 40,838     | 16.616                | 2,277,017        | 31                  |
| Malátia                   | 06.12.2012              | 12,259     | 4.324                 | 808,692          | 13                  |
| Manissa                   | 06.12.2012              | 13,339     | 13.633                | 1,456,626        | 17                  |
| Cacramanemaraxe           | 06.12.2012              | 14,520     | 7.015                 | 1,171,298        | 11                  |
| Mardim                    | 06.12.2012              | 8,780      | 4.737                 | 862,757          | 10                  |
| Mula                      | 06.12.2012              | 12,654     | 9.444                 | 1,021,141        | 13                  |
| Ordu                      | 14.03.2013              | 5,914      | 3.685                 | 760,872          | 19                  |
| Sacaria                   | 06.03.2000              | 4,824      | 9.102                 | 1,060,876        | 16                  |
| Samessum                  | 09.09.1993              | 9,725      | 8.332                 | 1,371,274        | 17                  |
| Tequirda                  | 06.12.2012              | 6,190      | 16.225                | 1,113,400        | 11                  |
| Trebizonda                | 06.12.2012              | 4,628      | 4.897                 | 816,686          | 18                  |
| Xanleurfa                 | 06.12.2012              | 19,242     | 6.413                 | 2,143,020        | 13                  |
| Vã                        | 06.12.2012              | 20,921     | 3.544                 | 1,141,015        | 13                  |
| Turquia                   |                         | 783,562    | 807.143               | 66,092,128       | 519                 |